# Памятник Альберту Агарунову
Памятник Альберту Агарунову (азерб. Albert Aqarunovun heykəli) — скульптурное произведение, посвящённое Национальному герою Азербайджана Альберту Агарунову.

## Фотогалерея

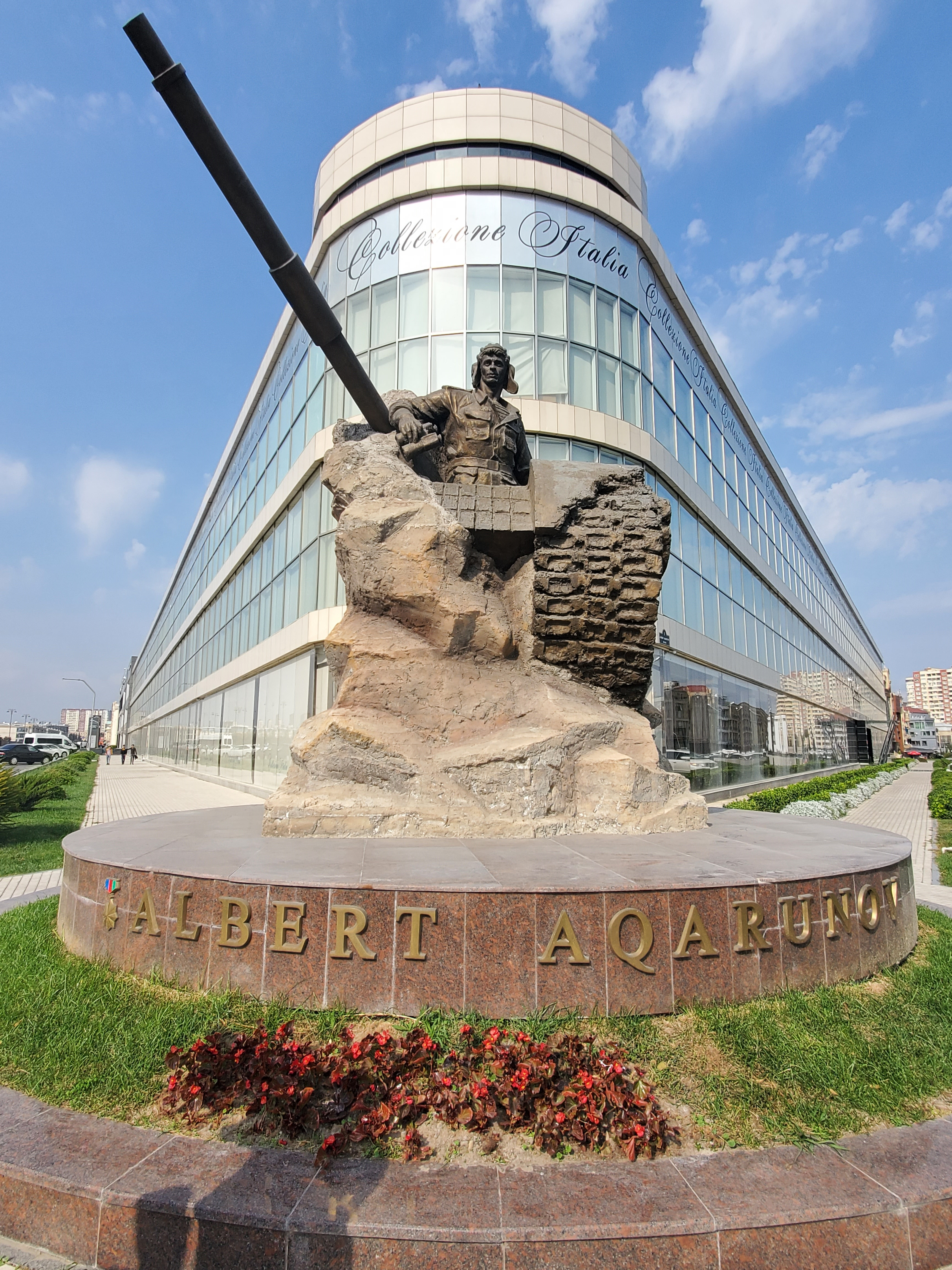
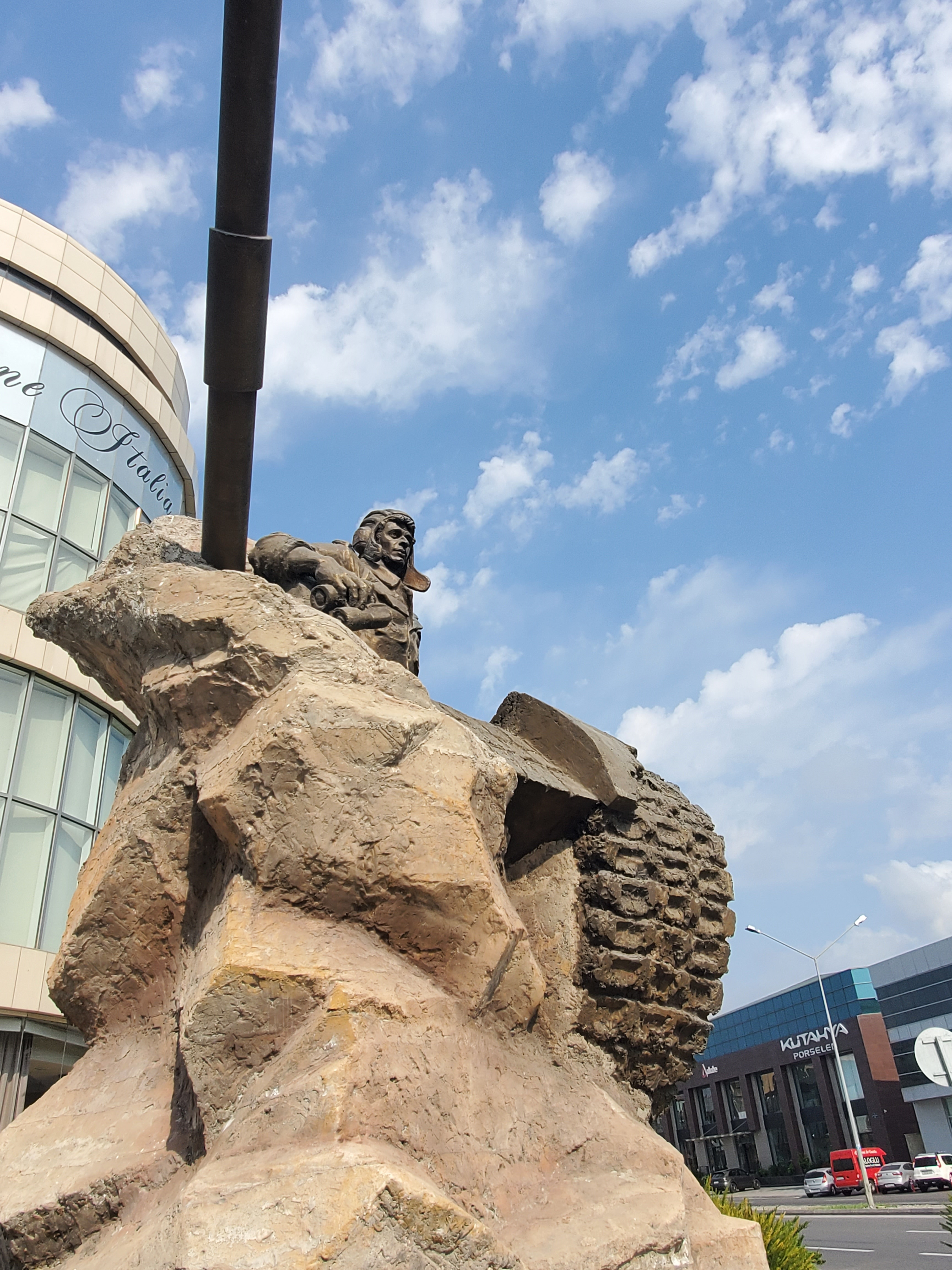
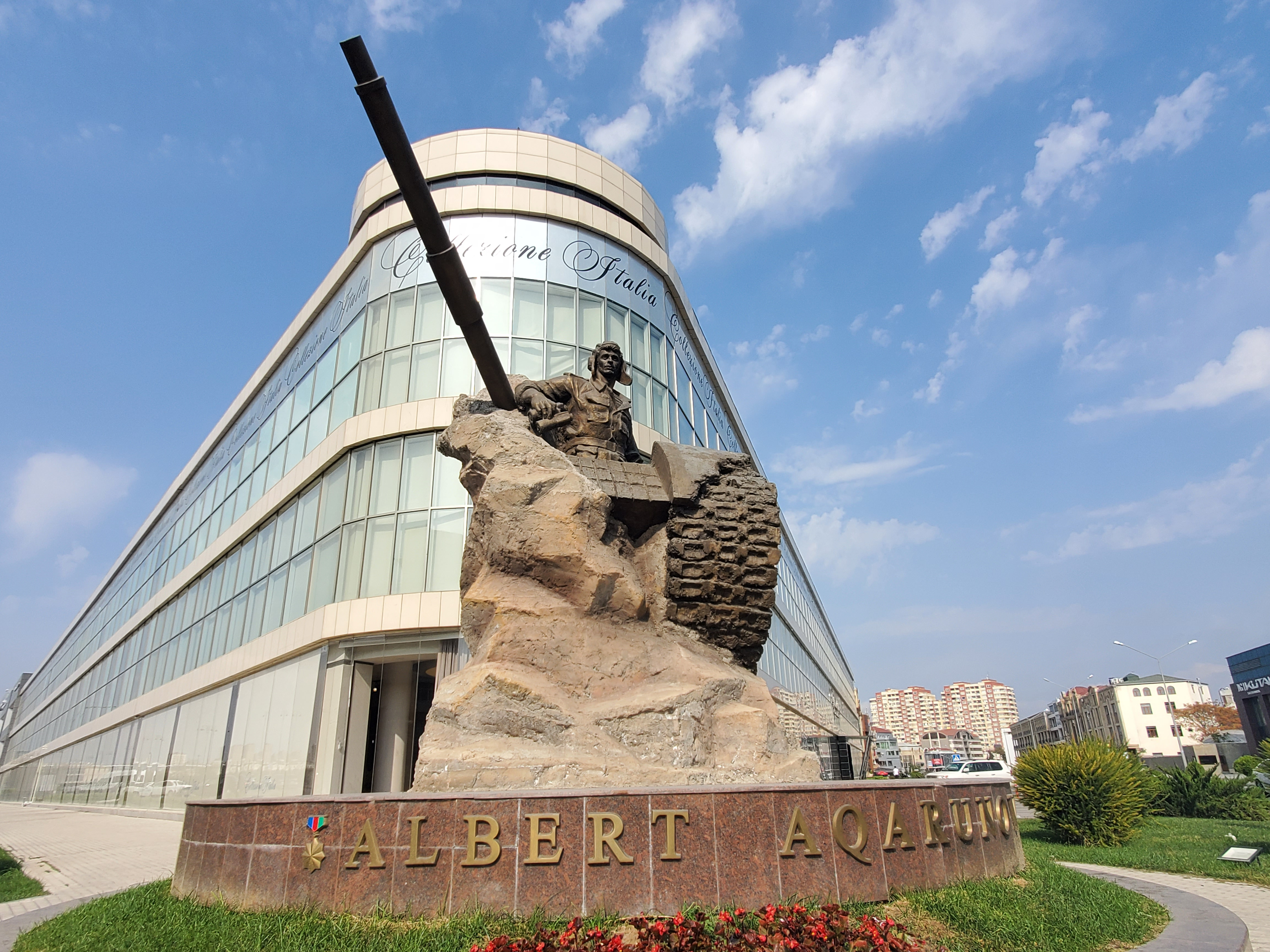
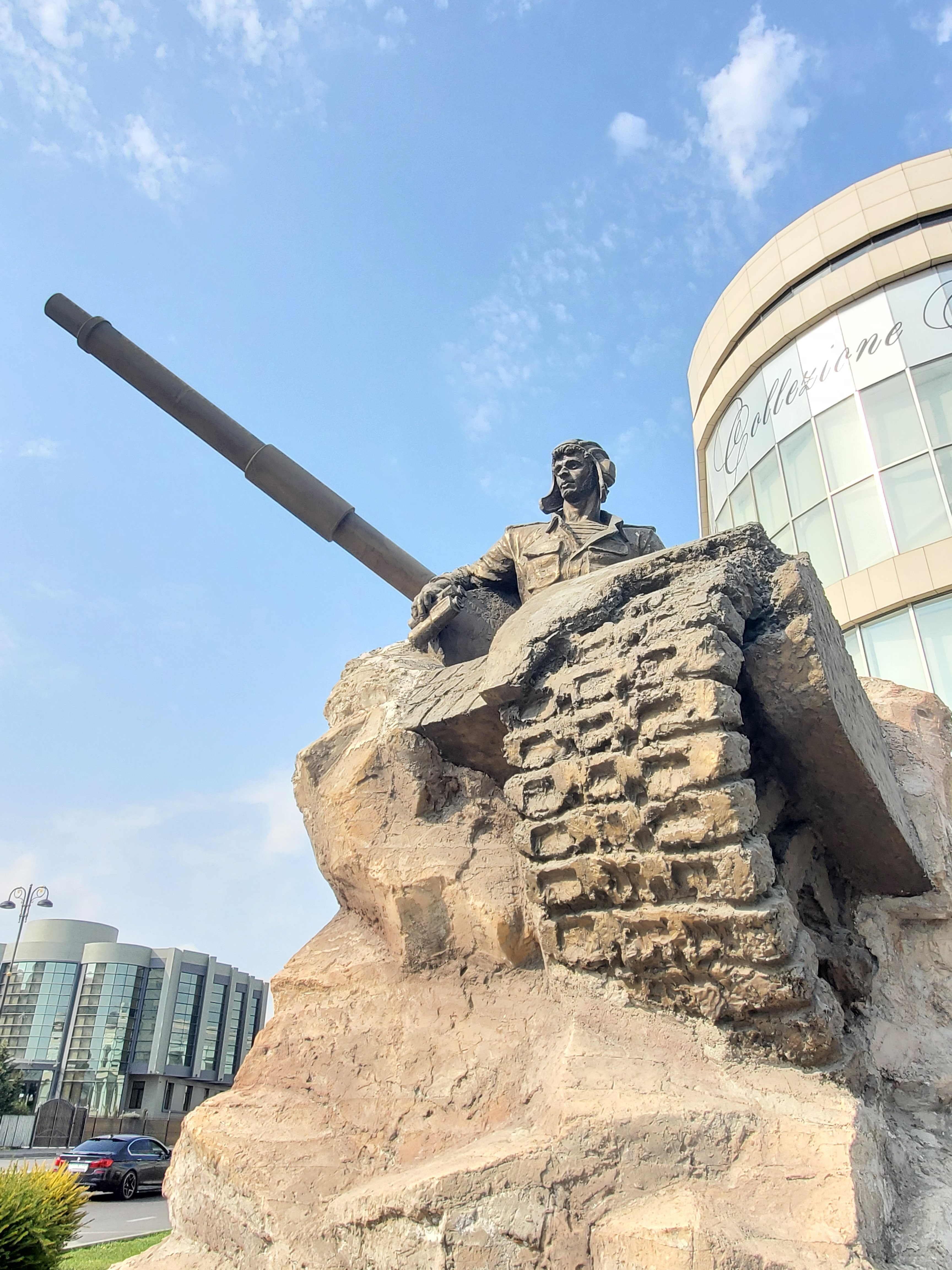

## История
Идея установления памятника Агарунову была предложена Гаджи Азимовым, командиром танкового батальона, в котором служил Альберт и главой Общины горских евреев в Азербайджане Милихом Евдаевым.
Памятник Национальному герою Азербайджана был воздвигнут 15 ноября 2019 года в Наримановском районе Баку.
Проект создания памятника был утверждён Министерством культуры Азербайджана в апреле 2019 года. Над созданием памятника работали молодые скульпторы, преподаватели Азербайджанской государственной академии художеств Рахиб Гараев и Замик Рзаев. Общее руководство всей работой осуществлял ректор академии академик АХ СССР, народный художник Азербайджанской ССР, заслуженный деятель искусств Азербайджанской ССР Омар Эльдаров.
В мероприятии, посвящённом открытию памятника приняли участие представители Администрации Президента Азербайджана, заместитель министра обороны Азербайджана генерал-лейтенант Керим Велиев, глава Общины горских евреев в Азербайджане Милих Евдаев, глава Комиссии США по международной религиозной свободе ((USCIRF) Джонни Мур, несколько раввинов из Латинской Америки, Европы и США, сенаторы от западных штатов США и другие.
Каждый год в день рождения Агарунова, 25 апреля, проводятся различные мероприятия, посвящённые его памяти.

## Композиция
Процесс создания памятника длился полгода. Поначалу макет скульптуры был изготовлен из глины, затем из гипса, бронзы. Скальная часть была сделана из бетона.
Памятник представляет собой скульптуру Альберта Агарунова на танке.
Памятник Альберту Агарунову является вторым по счёту памятником, посвященным азербайджанцу-танкисту, после памятника дважды Герою Советского Союза гвардии генерал-майору танковыx войск Ази Асланову.